# Wangoni
Die Wangoni war der erste Passagierschiffsneubau der Woermann-Linie (WL) nach dem Ersten Weltkrieg. Im September 1921 startete sie in Hamburg zu ihrer ersten Fahrt nach Südafrika. Später wurde sie nach Westafrika eingesetzt. Die mit der WL verbundene Deutsche Ost-Afrika-Linie (DOAL) verfügte mit Usaramo und Ussukuma über zwei Schwesterschiffe.
Die Wangoni suchte beim Beginn des Zweiten Weltkriegs im September 1939 Zuflucht in Vigo (Spanien), von wo sie im Februar 1940 nach Deutschland durchbrach, was fünf gleichzeitig gestarteten deutschen Schiffen nicht gelang. Sie wurde dann von der Kriegsmarine als Wohnschiff genutzt. Die letzten Wochen vor Kriegsende 1945 diente sie noch als Verwundetentransportschiff.
1946 wurde sie an die Sowjetunion ausgeliefert, wo sie bis 1968 als Tschukotka im Dienst blieb.

## Geschichte derWangoni
Die Woermann-Linie und die DOAL wurden seit 1917 in Personalunion geführt und am 20. Mai 1922 als „Deutscher Afrika Dienst“ zusammengelegt, auch wenn die Schiffe noch unterschiedliche Schornsteinmarken und Reedereiflaggen führten. Das Neubauprogramm der Reedereien ging von einer Wiederaufnahme der Vorkriegsdienste aus und sah die Beschaffung von vier bis zu 9000 BRT großen Passagierschiffen für die Hauptlinien (jetzt als Südafrika-Dienst bezeichnet) vor, von denen für die beiden Reedereien bis 1922 fünf gebaut wurden (Usaramo, Ussukuma, Wangoni sowie die etwas größeren Adolph Woermann und Usambara). Dazu kamen 1922 zwei 5000 BRT große Passagierschiffe (Wahehe, Wadai) für den Westafrikadienst. Dieses Neubauprogramm wurde bald nach Friedensschluss in Auftrag gegeben.
Der Auftrag für die Südafrika-Schiffe erging an die Werft Blohm & Voss, die bis 1936 alle Großbauten für den Deutschen Afrika Dienst baute. Die erste Serie bestand aus drei Schiffen, denen die genannten beiden größeren Schiffe unmittelbar folgten und zwei ähnliche Neubauten (Tanganjika, Njassa) für die in Betriebsgemeinschaft fahrende Hapag. Später folgten noch zwei Schiffpaare (Watussi/Ubena, Pretoria/Windhuk), von denen die Woermann-Linie und die DOAL jeweils einen Neubau erhielten.
Die nach einem ostafrikanischen Volksstamm benannte Wangoni entsprach ihren beiden vorangegangenen Schwesterschiffen für die DOAL. Sie war 127,6 m lang und verfügte über eine Dampfturbine mit Getriebe von 3000 PS, die dem Schiff eine Geschwindigkeit von 12 Knoten (kn) ermöglichte. Die Passagiereinrichtung bot Platz für 101 Personen in der I.Klasse, 61 in der II. Klasse und 102 in der III. Klasse. Nach der Kiellegung am 17. Oktober 1920 lief das Schiff am 22. März 1921 vom Stapel und wurde am 8. September 1921 an die Woermann-Linie abgeliefert.
Das Schwesterschiffe Usaramo und Ussukuma hatten ihre Jungfernfahrten nach Afrika am 17. März 1921 und im Juli 1921 in den Farben der DOAL angetreten.
Die Rumpfform war eine Übernahme der vor dem Krieg gebauten Frachter der Emir-Klasse der DOAL, die der Bremer Vulkan 1911 entwickelt hatte und fünf Frachtschiffe bis 1917 fertigstellte. Blohm & Voss hatte ein Schiff bis 1919 fertiggestellt und sofort an Großbritannien ausgeliefert. Bereits 1920 lief dann noch das Frachtschiff Urundi vom Stapel, das erstmals eine Getriebeturbine als Antrieb hatte, wie die folgenden Passagierschiffe.

### Einsatzgeschichte
Am 15. September 1921 trat die Wangoni ihre Jungfernreise über Westafrika nach Südafrika an. Den geplanten Verkehr Rund um Afrika gab es noch nicht; die Dampfer von DOAL und WL liefen entweder über Südafrika bis nach Lourenço Marques oder durch das Mittelmeer und das Rote Meer und dann entlang der afrikanischen Ostküste bis dort, um dann zu wenden und wieder zurückzulaufen.

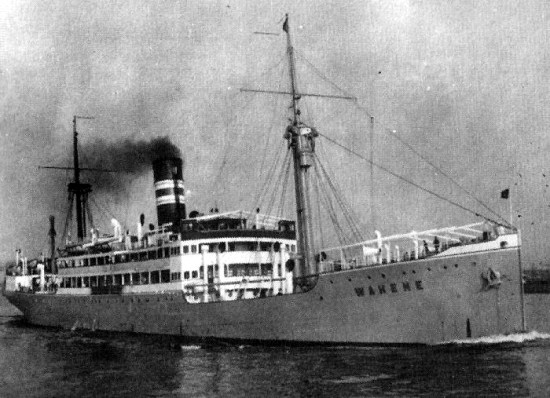
Die Wahehe

 Im Herbst 1928 wurden die Wangoni und die Ussukuma dem seit 1922 wieder betriebenen Passagierdienst nach Westafrika zugeteilt. Der Einsatz der 7800 BRT großen Schiffe erwies sich nicht als wirtschaftlich und sie kehrten in den Südafrikadienst zurück. Ab Juli 1930 lief jedoch monatlich eines der Schiffe nach den europäischen Häfen noch Freetown, Takoradi, Accra und Lagos an, ehe es die Fahrt nach Südafrika fortsetzte. Die 1934 erfolgende Entflechtung der deutschen Reedereien führte zur Aufgabe der Afrikadienste des Norddeutschen Lloyds und der Hapag. Ab 1934 wurden die Wangoni und die Ussukuma erneut nur zu Häfen an der westafrikanischen Küste eingesetzt; ihr Angebot an Passagierplätzen mit 90 in der I. Klasse und 160 in der Touristenklasse war wesentlich größer als das der zuvor eingesetzten Schiffe der Wahehe-Klasse, die daneben auf einer etwas abweichenden Linienführung eingesetzt wurden. Die Wangoni (Post- und Passagier-Turbinendampfer der Woermann-Linie) fuhr 1935 von Rotterdam bis Kapstadt. Anlaufhäfen: Rotterdam-Southampton 255 Seemeilen; Southampton-Las Palmas 1530 SM; Las Palmas-Walfischbai 3820 SM; Walfischbai-Lüderitz-Bucht 250SM; Lüderitz-Bucht-Kapstadt 500 SM. Ihre Schwesterschiff liefen nun von Hamburg über Antwerpen, Boulogne und Southampton über Madeira, Teneriffa, Las Palmas, Freetown, Takoradi, Accra, Lagos und Victoria nach Douala. Auf der Rückreise wurden Teneriffa und Antwerpen ausgelassen. Am 29. Dezember 1937 brannten in Hamburg die Passagierkabinen der Wangoni weitgehend aus, wurden aber umgehend wieder in Stand gesetzt.
Bei Kriegsausbruch 1939 lief die Wangoni das spanische Vigo an und gab ihre Passagiere an Land. Dort versammelten sich etliche deutsche Schiffe, darunter auch die kleinere Wahehe des Westafrikadienstes und die im Ostküstendienst durch das Mittelmeer eingesetzte Usaramo der DAL. Im Februar 1940 versuchten die Deutschen, sechs der Schiffe aus Vigo in die Heimat zu überführen. In der Nacht vom 9. auf den 10. Februar verließen die Morea (1921 BRT), die Rostock (2542 BRT), die Arucas (3359 BRT), die Orizaba (4354 BRT), die Wahehe (4709 BRT) und die Wangoni Vigo und versuchten durch den Nordatlantik nach Norwegen zu gelangen. Fünf der Schiffe gingen dabei verloren:
- bereits am 11. Februar wurde die Rostock durch den französischen Aviso Elan aufgebracht;[11]
- am 12. Februar erlitt die Morea das gleiche Schicksal durch den britischen Zerstörer Hasty;[12]
- am 21. Februar wurde die Wahehe durch britische Einheiten nahe den Färöern aufgebracht;[13]
- am 26. Februar lief die Orizaba vor der nord-norwegischen Küste vor Skjervoy bei Hammerfest auf Grund und ging verloren;[14]
- am 3. März versenkte sich die Arucas östlich Island bei schwerer See selbst vor dem herannahenden Schweren Kreuzer York; es gab elf Tote;[15]

Zu diesem Zeitpunkt hatte die Wangoni als einziges der aus Vigo ausgebrochenen Schiffe bereits Deutschland erreicht. Nachdem sie am 28. Februar vor Kristiansand einem Angriff des britischen U-Boots Triton entkommen war, war sie über Kiel am 1. März in ihrem Heimathafen Hamburg angekommen.
Das Schiff wurde von der Kriegsmarine übernommen und im Juni 1940 als Wohnschiff nach Gotenhafen und im September 1941 nach Swinemünde verlegt. Im März und April 1945 wurde es als Verwundeten-Transportschiff bei der Evakuierung von Verwundeten aus Ostpreußen eingesetzt. Bei Kriegsende lag das Schiff in Rendsburg.
Nach Überholung in Hamburg wurde das Schiff am 19. März 1946 an die Sowjetunion übergeben. Als Tschukotka (Чукотка) blieb das Schiff bis 1967 im Dienst der sowjetischen Handelsmarine. Als stationäres Schulschiff soll es bis 2007 in Petropawlowsk-Kamtschatski vorhanden gewesen sein.

### Schwesterschiffe
| Name     | BauNr.  | BRT  | Stapellauf in Dienst | weiteres Schicksal |
| Usaramo  | Nr. 387 | 7758 | 2.10.1920 11.03.1921 | am 31. Juli 1936 erster „Sonderdampfer“ von Hamburg nach Cádiz, um Waffen, Munition und anderes Gerät zu bringen, dazu „Freiwillige“ an Bord befanden, die kurz zuvor formell aus der Wehrmacht entlassen waren, um an der Seite Francos zu kämpfen (Start der Legion Condor), 1939 auf Heimreise im Nordatlantik, läuft Vigo an (Kesselschaden), ab Frühjahr 1939 von der Gestapo zur Deportation von Juden nach China gechartert, im Herbst 1940 nach Bordeaux überführt, Wohnschiff, am 10. Dezember 1940 in Royan durch Luftangriff versenkt, gehoben und repariert, 25. August 1944 in Gironde als Blockschiff versenkt, nach dem Krieg gehoben und verschrottet |
| Ussukuma | Nr. 389 | 7765 | 20.12.1920 9.07.1921 | 1939 in Lourenco Marques, über Mocambique Durchbruchsversuch nach Brasilien, am 13. Oktober 1939 in Bahía Blanca, Argentinien, eingelaufen; am 4. Dezember nach Montevideo ausgelaufen, vom britischen Leichten Kreuzer Ajax gestellt; um einer Kaperung zu entgehen, selbst versenkt |